# Alejandro Diz
Alejandro Diz (26 de março de 1965) é um ex-jogador de voleibol da Argentina que competiu nos Jogos Olímpicos de 1984 e 1988.
Em 1984, ele participou de três jogos e o time argentino finalizou na sexta colocação na competição olímpica. Quatro anos depois, ele fez parte da equipe argentina que conquistou a medalha de bronze no torneio olímpico de 1988, no qual atuou em cinco partidas.